# Strigula tagananae
Strigula tagananae är en lavart som först beskrevs av Harm., och fick sitt nu gällande namn av R. C. Harris. Strigula tagananae ingår i släktet Strigula och familjen Strigulaceae.   Inga underarter finns listade i Catalogue of Life.